# Viadotto del Boyne
Il viadotto del Boyne (in inglese Boyne Viaduct, in gaelico arbhealach na Bóinne) è un ponte ferroviario alto 30 metri, situato a Drogheda, in Irlanda.

## Storia
Attraversando il fiume Boyne consente il passaggio della ferrovia Dublino–Belfast. Fu il settimo ponte di questo tipo ad essere costruito nel mondo e, al momento dell'inaugurazione, era considerato una delle meraviglie dell'epoca. Progettato dall'ingegnere civile John MacNeill fu completato nel 1855. Prima della sua realizzazione i viaggiatori dovevano scendere in una stazione delle due rive, attraversare il fiume entrando in città per poi riprendere la ferrovia sull'altra sponda. Il primo treno, che pesava 75 tonnellate, attraversò il fiume l'11 maggio 1853.
Il ponte consta di dodici archi di pietra sul lato sud e tre sul lato nord. Situato vicino ad una curva stretta, il che obbliga i treni a rallentare sensibilmente, possiede nel corpo centrale una capriata di acciaio, sufficientemente larga per consentire il passaggio di due treni contemporaneamente. Nel 1930 le vecchie capriate di ferro furono sostituite dal più resistente acciaio. Inizialmente i binari verso sud e nord erano intelacciati ma nel 1990 furono rimpiazzati da un singolo binario con scambi alle estremità.
Durante la seconda guerra mondiale il viadotto fu identificato dagli inglesi come punto di grande importanza strategica per respingere l'attacco tedesco nella repubblica d'Irlanda.
Nel 2005, per festeggiare i 150 anni dall'apertura definitiva del viadotto, fu organizzato un treno a vapore speciale da Dundalk a Drogheda.